# Ptilinop carunculat
El ptilinop carunculat (Ptilinopus granulifrons) és una espècie d'ocell de la família dels colúmbids (Columbidae) endèmic de l'illa Obi, a les Moluques centrals.